# Joakim Lehmkuhl
Joakim Lehmkuhl, né le 22 septembre 1895 et mort le 15 octobre 1984, est un ingénieur, industriel et homme politique norvégien.

## Biographie
Lehmkuhl naît à Bergen de l'ancien ministre du Travail Kristofer Lehmkuhl et de Magdalene Marie Michelsen, sœur de Christian Michelsen, le premier Premier ministre indépendant de Norvège.  Il prend l'initiative de former la Ligue de la Patrie en 1925 et il préside l'organisation jusqu'en 1939. Il est simultanément président du conseil d'administration du journal Tidens Tegn de 1936 à 1940, année de son départ pour les États-Unis. Il devient copropriétaire de la société Timex Corporation, dont il est PDG et président du conseil d'administration jusqu'en 1974. Il meurt à Nassau, aux Bahamas, en 1984,.